# Concepción (Antioquia)
Concepción es un municipio de Colombia, localizado en la subregión Oriente del departamento de Antioquia. Limita por el norte con los municipios de Barbosa y Santo Domingo, por el este con los municipios de Santo Domingo y Alejandría, por el Sur con los municipios de El Peñol y San Vicente Ferrer, y por el oeste con los municipios de San Vicente y Barbosa. Su cabecera dista 75 kilómetros de la ciudad de Medellín, capital del departamento de Antioquia. El municipio posee una extensión de 167 kilómetros cuadrados.

## Historia
Antiguamente, el territorio estaba ocupado por aborígenes tahamíes y caribes. Los primeros pobladores estables de la zona en estas montañas fueron mineros provenientes de Santa Fe de Antioquia, muchos devotos de la Virgen de la Inmaculada Concepción; en honor a ella pusieron su nombre a algunas de las minas.
Se cree que la parroquia fue creada el 6 de noviembre de 1770 por decreto del Dr Juan Salvador de Villa y Castañeda, cura de Medellín y vicario superintendente de la Provincia de Antioquia, por comisión confiada al obispo de Popayán, Jerónimo Antonio de Obregón y Mena. La población fue elevada a la categoría de municipio en 1773, y desde 1885 sus habitantes empezaron a dedicarse a la ganadería y la agricultura.
Son hijos ilustres de este municipio los generales de la independencia José María Córdova, nacido el 8 de septiembre de 1799, y su hermano José Salvador Córdova, quien nació el 17 de mayo de 1801. Otro ciudadano famoso del pueblo es el beato Rubén López Aguilar (nacido el 12 de abril de 1908, muerto asesinado en Barcelona, España, el 5 de agosto de 1936) beatificado por Juan Pablo II en Roma el 25 de octubre de 1992.
El municipio fue declarado "Bien de interés cultural de la nación" en el año de 1999 (categoría previa a ser Patrimonio histórico de la nación") por sus calles empedradas y su estado de conservación y belleza.

## Generalidades
- Fundación: 8 de septiembre de 1771
- Erección en municipio, 1773
- Fundadores: Mineros
- Apelativo: La Concha, Tierra de los Córdovas
- El municipio no tiene corregimientos, y está conformado por 24 veredas: Arango, Barro Blanco, Fátima, La Candelaria, La Cejita, La Clara, La Palma, La Piedad, La Sonadora, La Trinidad, Las Frías, Las Mercedes, Morro Reyes, Palmichal, Peláez, Remango, San Bartolomé, San Juan Alto, San Juan Llano, San Pedro Alto, San Pedro Bajo, Santa Ana, Santa Gertrudis, Tafetanes

## Demografía
Población Total: 4 797 hab. (2018)
- Población Urbana: 1 908
- Población Rural: 2 889

Alfabetismo: 85.8% (2005)
- Zona urbana: 91.4%
- Zona rural: 83.1%

### Etnografía
Según las cifras presentadas por el DANE del censo 2005, la composición etnográfica del municipio es:
- Mestizos & Blancos (99,5%)
- Afrocolombianos (0,5%)

## Vías de comunicación
Se puede llegar desde Medellín por la Autopista Medellín-Bogotá (Retorno n.º 10 por San Vicente Ferrer). Se une con los municipios de Alejandría, Barbosa y San Vicente (carreteras intermunicipales pavimentadas).

## Economía
Actualmente la economía del Municipio está basada en un limitado desarrollo agropecuario, prácticamente de subsistencia familiar, con algunos excedentes comercializables; y en el aprovechamiento temporal de bosques y rastrojos para obtener madera para construcción, reposición de viviendas, leña, estacones y envaradera para fríjol. En Concepción se cultiva o se tala bosque y se abren potreros. (EOT. Diagnóstico. 2000). En el área agrícola se destaca el fríjol, la papa, caña panelera y fique, en lo pecuario la ganadería de doble propósito y especies menores. Concepción no siempre ha tenido un perfil agropecuario, pues la actividad minera, que dio origen a su fundación, fue de gran importancia hasta bien entrado el siglo XX; sin embargo se ha dedicado buena parte de sus tierras a esta actividad.
- Agricultura: Guayaba, Papa, Fríjol, Cabuya, Arveja, Caña, Maíz, Café ((fresa))

La Guayaba, especialmente, ha sido muy aprovechada de forma local para mermeladas y dulces varios. Otras actividades de subsistencia incluyen el aprovechamiento de maderas, minería, ganadería de leche mientras que la artesanía es todavía muy limitada. Por último el turismo se proyecta a un futuro, como una de las entradas económicas del municipio.

## Fiestas
- Fiestas de la Guayaba, en el mes de junio, esta es la fiesta más importante y concurrida (no obstante no se celebren desde 2019);
- Fiesta del beato Rubén López Aguilar;
- Fiesta de San Isidro, organizado por la parroquia;
- Fiestas patronales de La Inmaculada Concepción, 7 y 8 de diciembre, con el hermoso parque José María Córdova decorado con velas;
- Natalicio del General José María Córdova, 8 de septiembre.

## Gastronomía
Cocina paisa, sancocho de pescado en "Las Partidas" y toda clase de frutas, especialmente guayaba, papaya y piña.

## Sitios de interés
Patrimonio Arquitectónico:

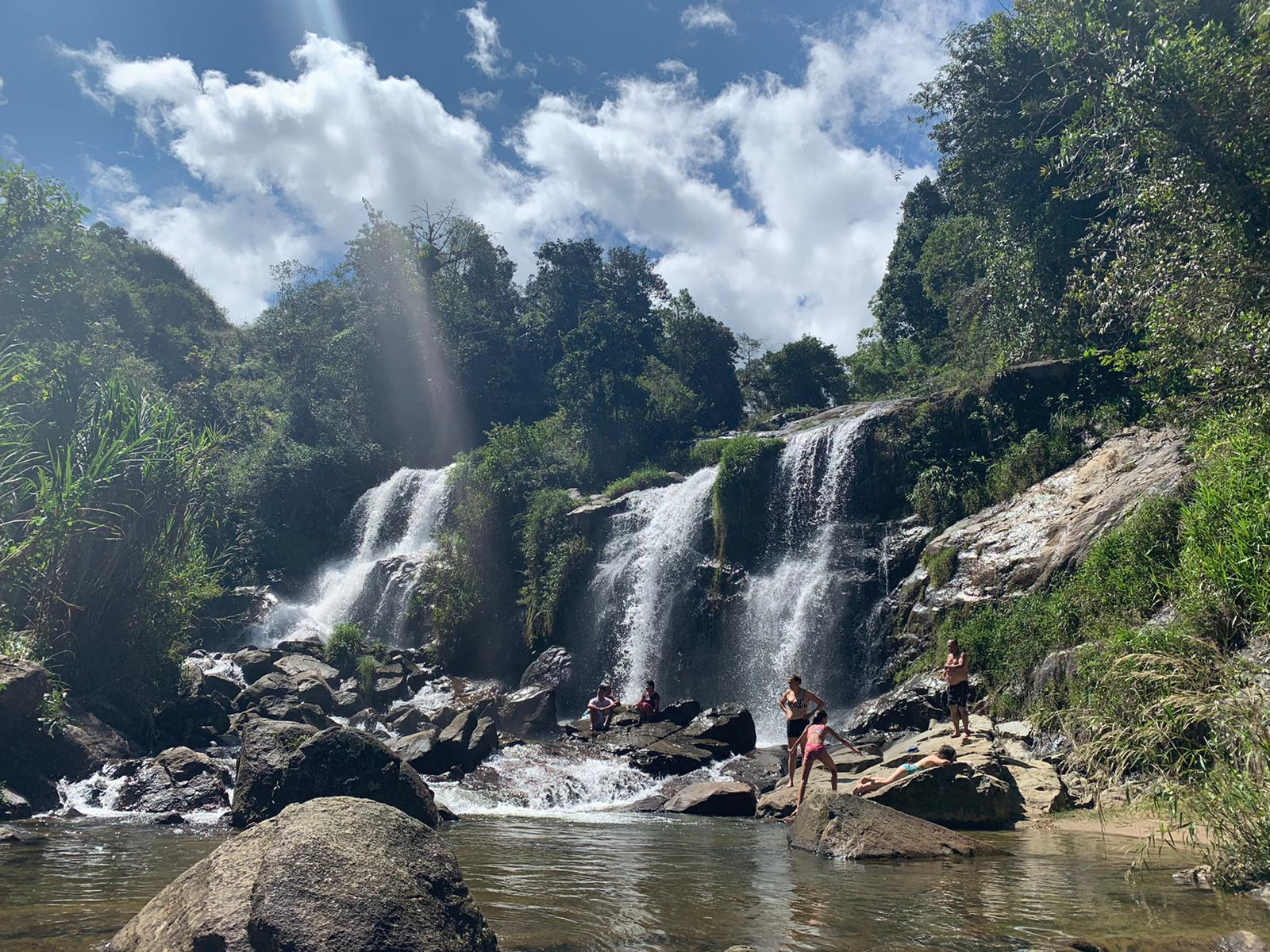
Cascadas de Matasano, a 5km del pueblo de Concepción, Antioquia

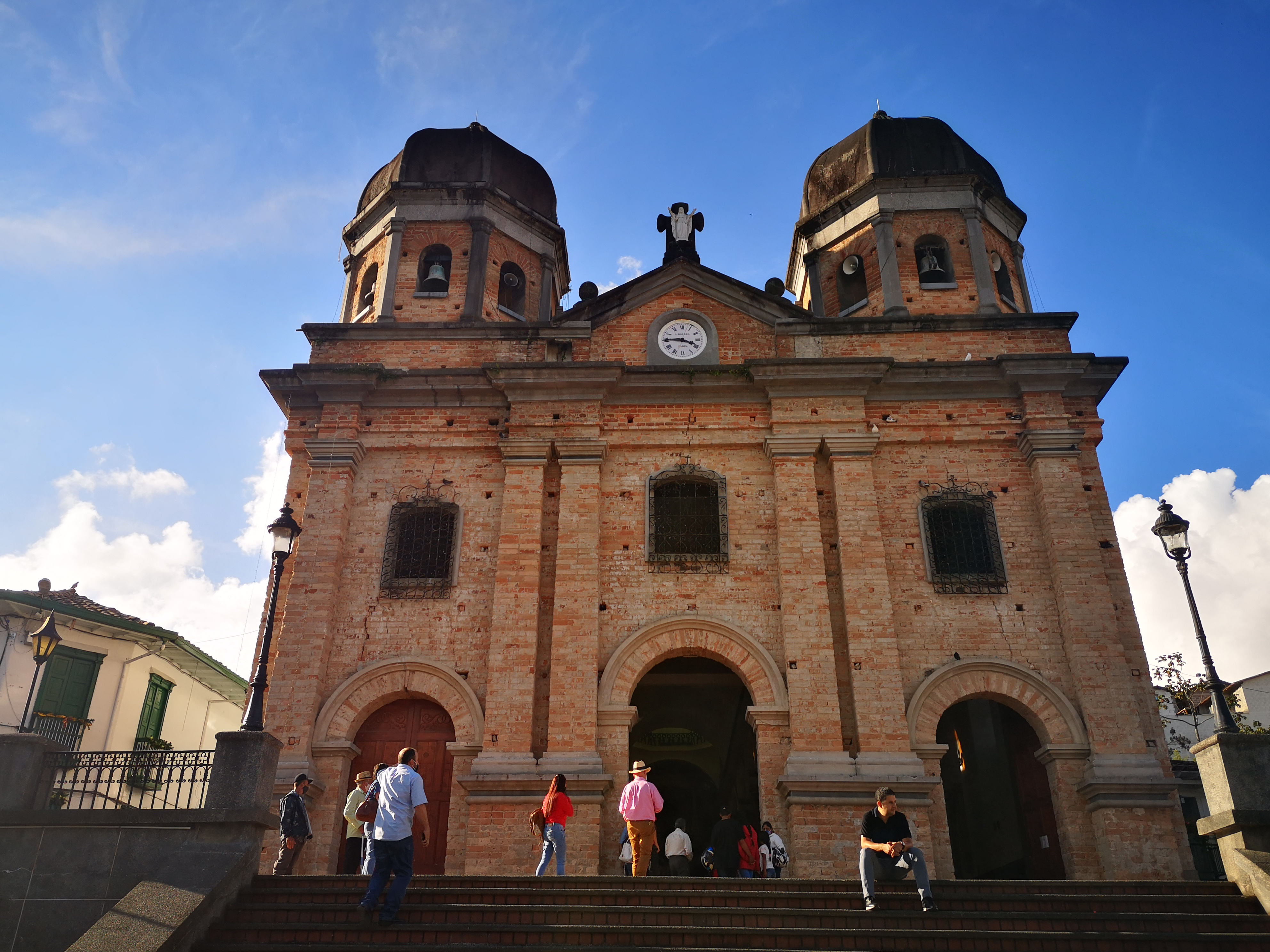
Iglesia de Nuestra Señora de la Inmaculada Concepción, Antioquia

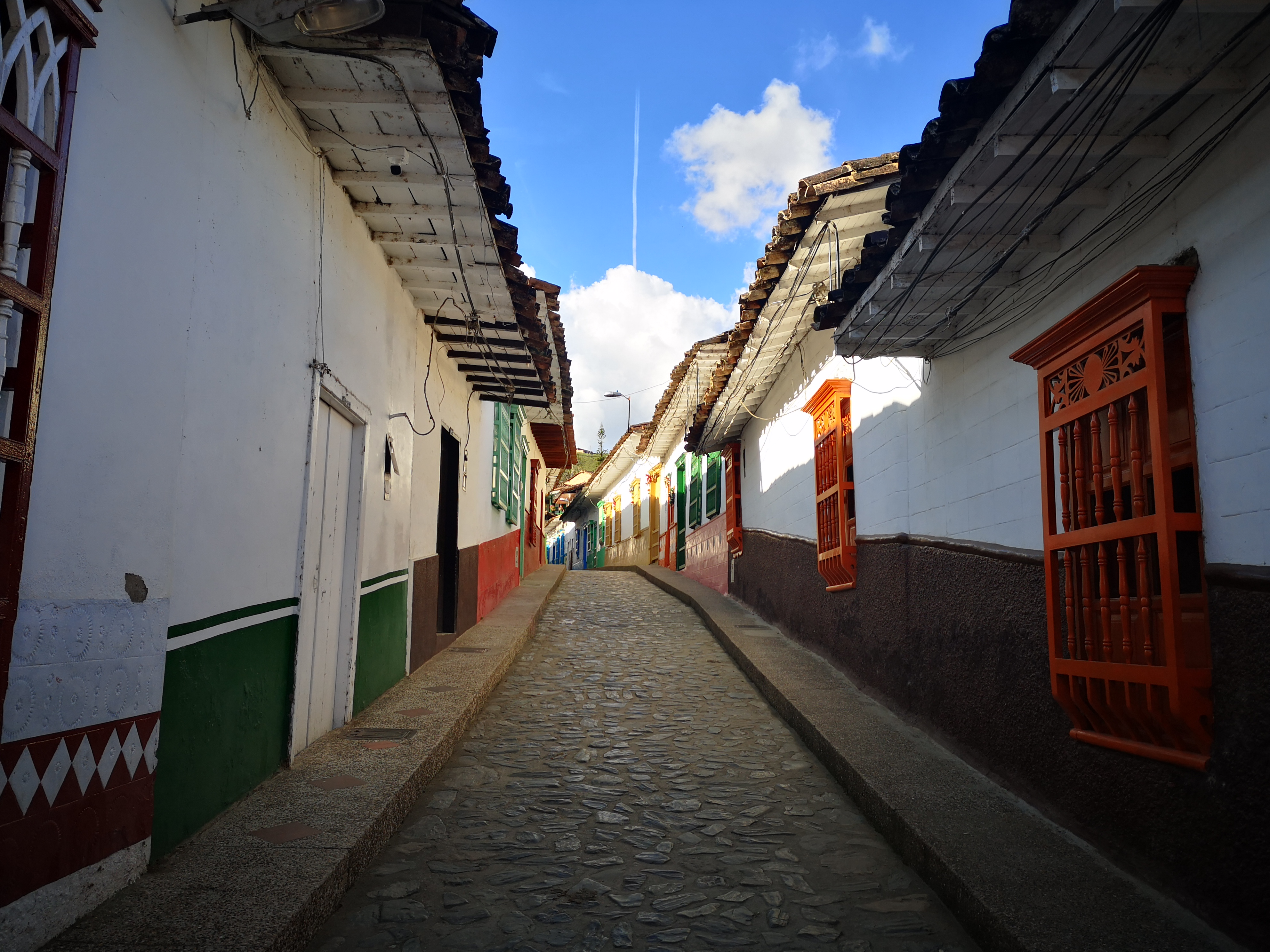
Calles empedradas de Concepción, Antioquia

- El Pueblo, declarado Bien de Interés Nacional según Resolución 1617 del 26 de noviembre de 1999, conserva en su estructura la arquitectura colonial del siglo XVIII y del siglo XIX. Se caracteriza por el trazado de sus calles estrechas, empedradas o adoquinadas, con casas de paredes blancas, puertas y ventanas pintadas de colores vivos;
- Casa museo de José María Córdova funciona actualmente como casa de la cultura y biblioteca;
- Iglesia de Nuestra Señora de la Inmaculada Concepción, en el parque principal.

Patrimonio natural:
- Charcos el Brujo, la Planta, el Aguacate, Quebrada Loca, la Gloria, Charco Negro, los Payasos, Ardila, Charco Azul, los Patos, entre otros.
- Cascadas Matasano, Palmichal, El Uvita, La Magna, San Bartolo (Tafetanes);
- Cueva del Ermitaño;
- Valles de Palmichal y San Bartolo;
- Cerro en la vereda Morro Reyes;
- Balneario de la vereda La Piedad;
- Pato de los torrentes, nutria de los ríos.

Otros sitos de interés:
- Alto de la Virgen, con sus 123 escalones en zig-zag donde se puede apreciar el pueblo y sus lindas montañas;
- Casa natal del beato Rubén López Aguilar y lugares frecuentados por el escritor Tomas Carrasquilla;
- Campanario Córdova en la ecofinca Athakai con la copia de la última carta de José María Cordova escrita hacia Simón Bolívar;
- Antiguo Puente en la vereda Canelo en el Río Concepción camino hacia San Vicente Ferrer.